# Bonte Hond
Bonte Hond (Fries: Bûnte Hûn of De Bûnte Hûn) is een buurtschap in de gemeente Noardeast-Fryslân, in de Nederlandse provincie Friesland De buurtschap ligt tussen Westergeest en Triemen, ten westen van Kollum. De buurtschap ligt bij de brug over de Stroobossertrekvaart, waar de wegen Eelke Meinertswei en De Triemen samenkomen. Het noordelijke deel aan de Simmerwei valt qua adressering in Westergeest.. Het zuidelijk deel ligt aan de Trekwei en valt qua adressering in Triemen. Tot 1943 viel de hele buurtschap net als Triemen onder Westergeest. Ten oosten ligt de buurtschap Huis ter Noord. 

## Geschiedenis
In Bonte Hond was een herberg gevestigd, deze was gelegen aan de Trekweg (Trekwei) en werd op 24 januari 1871 via een advertentie in de Leeuwarder Courant te koop aangeboden. In 1940 werd direct bij de brug aan de noordkant van de Trekvaart een grasdrogerij met de naam 'Bonte Hond' opgericht. Later kwam hier een jachtwerf bij en ontstond er langzamerhand een industrieterrein.
In 2009 kreeg de buurtschap witte plaatsnaamborden.
Steden, dorpen en gehuchten: Aalsum · Anjum · Augsbuurt · Birdaard · Blija · Bornwird · Brantgum · Burum · Dokkum · Ee · Engwierum · Ferwerd · Foudgum · Genum · Hallum · Hantum · Hantumeruitburen · Hantumhuizen · Hiaure · Hogebeintum · Holwerd · Janum · Jislum · Jouswier · Kollum · Kollumerpomp · Kollumerzwaag · Lichtaard · Lioessens · Marrum · Metslawier · Munnekezijl · Moddergat · Morra · Nes · Niawier · Oosternijkerk · Oostmahorn · Oostrum · Oudwoude · Paesens · Raard · Reitsum · Ternaard · Triemen · Veenklooster · Waaxens · Wanswerd · Warfstermolen · Westergeest · Wetsens · Wierum · Zwagerbosch

Buurtschappen: Abbewier · Bartlehiem (deels) · Beintemahuis · Betterwird · Bollingawier · Bonte Hond · Bornwirdhuizen · Boteburen · Brandeburen · De Dellen · De Keegen · De Kolk · De Leegte · De Rijp · De Wirden · De Schans · Dijkshorne · Dokkumer Nieuwe Zijlen · Drieboerehuizen · Ezumazijl · Groot Medhuizen · Halfweg · Hallumerhoek · Hanenburg · Hantumerhoek · Huis ter Noord · Kettingwier · Klein Medhuizen · Kletterbuurt · Kollumeroudzijl · Krabburen · Laagland · Lutkewier · Molenbuurt · Nieuwland · Oudeterp · Oudwouderzijlen · Reidswal · Scharnehuizen · Stiem · Teerd · Teijeburen · Tergracht (deels) · Ter Lune · Tibma · Tilburen · Tiltjeburen · Vaardeburen · Veldburen · Vijfhuizen (Hallum) · Vijfhuizen (Ternaard) · Visbuurt · Weerdeburen · Westerburen · Westernijkerk · Wie · Wijgeest · Zevenhuizen

Streken: 't Schoor · Galilea · It Paradyske · Lutkelaard · Sibrandahuis · Steenharst · Steenvak · Wildpad (deels) · Zandbulten · Zwagerveen

Friesland: Steden en dorpen      Nederland: Provincies · Gemeenten